# 神崎武雄
神崎 武雄（かんざき たけお、1906年6月18日 - 1944年9月17日）は、日本の小説家。孫は漫画家の押切蓮介（神崎良太）。

## 人物
福岡県門司市（現・北九州市門司区）出身。早稲田大学中退後、都新聞（東京新聞の前身紙）に入社。1940年に新鷹会に入会し、『オール讀物』1942年11月号に掲載された「寛容」は第16回直木賞を受賞した。
その後、海軍報道班員として南方やシンガポールに派遣された。その最中の1944年6月に妻が出産後間もなくして亡くなったとの訃報が届き、海軍省から帰還命令が出て、空母「雲鷹」に便乗したが、9月17日に南シナ海でアメリカ軍潜水艦の雷撃を受けて沈没し、戦死した。
国柱会の信者であった。